# Bernhard Cullmann
Bernhard Cullmann	(Rötsweiler, 1 de novembro de 1949) é um ex-futebolista alemão que atuava como meia.

## Carreira
Cullmann fez parte do elenco campeão da Seleção Alemã de Futebol, na Copa do Mundo de 1978. 
Pela Seleção da Alemanha Ocidental, jogou 40 partidas e marcou seis gols.

## Títulos
Seleção Alemã-Ocidental
- Eurocopa: 1980